# Torneo Súper 12 2012 (Chile)
El Torneo Súper 12 de 2012 fue la 65° edición del torneo de rugby de primera división de Chile.

## Primera fase
|  | Clasifica a las semifinales por el campeonato.    |
|  | Clasifica a las semifinales por el quinto puesto. |
|  | Clasifica a las semifinales por el noveno puesto. |

| Pos. | Equipo               | Encuentros | Encuentros | Encuentros | Encuentros | Tantos | Tantos | Tantos | PB | PB | Puntos |
| Pos. | Equipo               | PJ         | PG         | PE         | PP         | F      | C      | Dif    | BO | BD | Puntos |
| ---- | -------------------- | ---------- | ---------- | ---------- | ---------- | ------ | ------ | ------ | -- | -- | ------ |
| 1.º  | Old Boys             | 11         | 9          | 0          | 2          | 336    | 152    | +184   | 6  | 1  | 43     |
| 2.º  | COBS                 | 11         | 9          | 0          | 2          | 335    | 229    | +106   | 6  | 0  | 42     |
| 3.º  | Universidad Católica | 11         | 8          | 0          | 3          | 370    | 209    | +161   | 8  | 2  | 42     |
| 4.º  | Viña RC              | 11         | 8          | 0          | 3          | 287    | 209    | +78    | 5  | 2  | 39     |
| 5.º  | Old Macks            | 11         | 7          | 0          | 4          | 344    | 249    | +95    | 5  | 2  | 35     |
| 6.º  | Los Troncos          | 11         | 6          | 0          | 5          | 345    | 259    | +86    | 6  | 3  | 33     |
| 7.º  | Old John's           | 11         | 6          | 0          | 5          | 256    | 280    | -24    | 5  | 1  | 30     |
| 8.º  | Stade Français       | 11         | 5          | 0          | 6          | 267    | 225    | +42    | 5  | 3  | 28     |
| 9.º  | Old Georgians        | 11         | 2          | 0          | 9          | 217    | 387    | -170   | 3  | 3  | 14     |
| 10.º | Old Reds             | 11         | 3          | 0          | 8          | 191    | 379    | -188   | 1  | 1  | 14     |
| 11.º | Alumni SC            | 11         | 2          | 0          | 9          | 161    | 335    | -174   | 3  | 3  | 12     |
| 12.º | PWCC                 | 11         | 1          | 0          | 10         | 175    | 371    | -196   | 2  | 3  | 9      |

## Fase final

### Noveno puesto
|  | Semifinal     | Semifinal     | Semifinal |          |               | Noveno puesto | Noveno puesto | Noveno puesto |  |
|  |               |               |           |          |               |               |               |               |  |
|  |               |               |           |          |               |               |               |               |  |
|  | Old Georgians | Old Georgians | 33        |          |               |               |               |               |  |
|  | Old Georgians | Old Georgians | 33        |          |               |               |               |               |  |
|  | PWCC          | PWCC          | 15        |          |               |               |               |               |  |
|  | PWCC          | PWCC          | 15        |          | Old Georgians | Old Georgians | 3             |               |  |
|  |               |               |           |          | Old Georgians | Old Georgians | 3             |               |  |
|  |               |               | Old Reds  | Old Reds | 39            |               |               |               |  |
|  | Old Reds      | Old Reds      | Old Reds  | Old Reds | 39            | 3             |               |               |  |
|  | Old Reds      | Old Reds      |           |          |               | 3             |               |               |  |
|  | Alumni SC     | Alumni SC     | 0         |          |               | 11 puesto     | 11 puesto     | 11 puesto     |  |
|  | Alumni SC     | Alumni SC     | 0         |          |               | 11 puesto     | 11 puesto     | 11 puesto     |  |
|  |               |               |           |          |               |               |               |               |  |
|  |               |               |           |          |               | Alumni SC     | Alumni SC     | 34            |  |
|  |               |               |           |          |               | Alumni SC     | Alumni SC     | 34            |  |
|  |               |               |           |          |               | PWCC          | PWCC          | 10            |  |
|  |               |               |           |          |               | PWCC          | PWCC          | 10            |  |
|  |               |               |           |          |               |               |               |               |  |

### Quinto puesto
|  | Semifinal      | Semifinal      | Semifinal   |             |           | Quinto puesto  | Quinto puesto  | Quinto puesto  |  |
|  |                |                |             |             |           |                |                |                |  |
|  |                |                |             |             |           |                |                |                |  |
|  | Old Macks      | Old Macks      | 28          |             |           |                |                |                |  |
|  | Old Macks      | Old Macks      | 28          |             |           |                |                |                |  |
|  | Stade Francais | Stade Francais | 17          |             |           |                |                |                |  |
|  | Stade Francais | Stade Francais | 17          |             | Old Macks | Old Macks      | 30             |                |  |
|  |                |                |             |             | Old Macks | Old Macks      | 30             |                |  |
|  |                |                | Los Troncos | Los Troncos | 31        |                |                |                |  |
|  | Los Troncos    | Los Troncos    | Los Troncos | Los Troncos | 31        | 11             |                |                |  |
|  | Los Troncos    | Los Troncos    |             |             |           | 11             |                |                |  |
|  | Old Johns      | Old Johns      | 3           |             |           | Séptimo puesto | Séptimo puesto | Séptimo puesto |  |
|  | Old Johns      | Old Johns      | 3           |             |           | Séptimo puesto | Séptimo puesto | Séptimo puesto |  |
|  |                |                |             |             |           |                |                |                |  |
|  |                |                |             |             |           | Old Johns      | Old Johns      | 26             |  |
|  |                |                |             |             |           | Old Johns      | Old Johns      | 26             |  |
|  |                |                |             |             |           | Stade Francais | Stade Francais | 23             |  |
|  |                |                |             |             |           | Stade Francais | Stade Francais | 23             |  |
|  |                |                |             |             |           |                |                |                |  |

### Semifinales Campeonato
| 6 de octubre de 2012 | Old Boys | 45 - 3 | Viña RC |  |  |

| 6 de octubre de 2012 | COBS | 20 - 14 | Universidad Católica |  |  |

#### Tercer puesto
| 21 de octubre de 2012 | Universidad Católica | 22 - 11 | Viña RC |  |  |

#### Final
| 21 de octubre de 2012 | Old Boys | 28 - 21 | COBS |  |  |

| Bandera de Chile     |
| Campeón Old Boys     |
| Décimo octavo título |